# 戴夫·班克羅夫特
大衛·詹姆斯·班克羅夫特（英語：David James Bancroft, 1891年4月20日—1972年10月9日），綽號「Beauty」，為美國職棒大聯盟的游擊手及總教練。16年棒球生涯效力於費城人、巨人、勇士與羅賓隊。
班克羅夫特為1921年和1922年巨人隊冠軍班底。1915年與1923年也打過世界大賽。他被認為是一名出色的游擊手及聰明的棒球員，他在1971年由名人堂資深委員會推薦入選名人堂。不過他的入選有受爭議，因為班克羅夫特被認為是經由他的親信推薦而入選的。

## 棒球生涯

### 費城費城人
1915年球季開打前，費城人以5000美金簽下班克羅夫特。1915年，費城人隊史首度闖入世界大賽，不過當時紅襪投手群實力堅強，因此費城人挑戰隊史首冠失利。不過班克羅夫特的打擊火力幫助費城人拿下了首戰勝利。費城人在世界大賽全隊打擊率僅1成82，不過班克羅夫特的打擊率高達2成94。
1916年，他擔任球隊第三棒，但是打擊率卻下滑至2成12為生涯新低。儘管進攻火力降低，但是防守能力依舊不減。該年費城人在國聯排名第二，僅次於羅賓隊。
班克羅夫特當時與Gavvy Cravath(1919年的費城人總教練)不和。因此在1919年球季開打前，班克羅夫特要求球隊將他交易至紅人隊，但是談判破局。1920年，紐約巨人的教練約翰·麥格勞看中班克羅夫特的實力，將他交易過來。

### 紐約巨人
1920年，班克羅夫特單季得到102分，在球隊中排名第二。1921年6月1日，在面對費城人的一場比賽中，班克羅夫特達成完全打擊。該年他出賽153場，為國聯第二高。巨人闖入了世界大賽，然而他在世界大賽的打擊率僅1成52，不過巨人還是以5勝3敗打敗洋基。
1922年，班克羅夫特出賽156場，得到117分，79次保送，單季209支安打。該季3成21打擊率為生涯最高。巨人連續2年與洋基在世界大賽中對決，巨人四戰橫掃洋基，然而班克羅夫特的打擊率只有2成11。
1923年，他因為腳受傷而缺席整個球季。不過他在該年的世界大賽回歸，他的打擊率僅有.091，洋基以4勝2敗打敗巨人。

### 波士頓勇士
1923年，巨人隊把新秀游擊手崔維斯·傑克森升上大聯盟，班克羅夫特的上場空間也被壓縮。1923年球季結束，麥格勞將班克羅夫特、Bill Cunningham及Casey Stangel交易至勇士隊換來Joe Oeschger和Billy Southworth。
1924年到1927年，班克羅夫特擔任球隊的球員兼教練。1924年，他因為闌尾炎而缺席大半個球季。該年勇士的戰績為國聯最後一名。1925年，班克羅夫特全面改組勇士的陣容。他把游擊手Bob Smith轉為投手，Smith擔任投手也表現亮眼。1925年，勇士戰績為國聯第五。不過勇士的打擊並不是太出色，1926和1927年，球隊戰績都只有第七名。

### 布魯克林羅賓及回歸巨人
1927年球季結束，班克羅夫特被球隊解雇。被解雇的那天他與布魯克林羅賓隊簽約。
1929年，班克羅夫特被羅賓隊釋出。他也回到了巨人隊在麥格勞身旁擔任助理教練。1930年，他卸下球員身分，轉為教練的身分輔助年邁的麥格勞。1932年，麥格勞宣布退休。然而接替總教練位置的人，不是班克羅夫特，而是比爾·泰瑞。班克羅夫特對球隊感到大失所望，帶著遺憾離開巨人。

## 個人生活
班克羅夫特在小聯盟打球時與Edna Harriet Gisin結婚，不過兩人膝下無子，並定居在蘇必利爾。
班克羅夫特從棒球界退休後，便在零售店擔任管理員，並於1956年退休。1972年10月9日，班克羅夫特以81歲高齡辭世。

## 外部連結
- 戴夫·班克羅夫特在Baseball-Reference.com（大聯盟）（英语）
- 戴夫·班克羅夫特在Baseball-Reference.com（小聯盟以及海外聯盟）（英语）
- 戴夫·班克羅夫特在FanGraphs.com（英语）
- 戴夫·班克羅夫特在Retrosheet（英语）
- 戴夫·班克羅夫特在Baseball Almanac（英语）
- 戴夫·班克羅夫特在SABR（英语）
- 戴夫·班克羅夫特在The Baseball Cube（英语）
- 戴夫·班克羅夫特在Baseball Hall of Fame（英语）
- 戴夫·班克羅夫特在Iowa Sports Hall of Fame（英语）